# 卡莱维·索涅米
卡莱维·索涅米（芬蘭語：Kalevi Suoniemi，1931年7月14日—2010年6月17日），芬兰男子竞技体操运动员。他曾获得1956年夏季奥运会体操比赛男子团体全能铜牌。他于2010年在坦佩雷去世。